# HD36997
HD36997 — хімічно пекулярна зоря спектрального класу B9, що має видиму зоряну величину в смузі V приблизно  8,4.
Вона  розташована на відстані близько 1725,7 світлових років від Сонця.

## Пекулярний хімічний вміст
Зоряна атмосфера HD36997 має підвищений вміст 
Si
.